# 烏松坑車站
烏松坑車站為一座位於臺灣嘉義縣阿里山鄉的鐵路車站，屬於林業保育署阿里山林業鐵路眠月線

## 歷史
1917年，設站。
1980年，因應伐木業務停止，石猴至烏松坑段鐵路關閉。
1. ↑  蘇, 昭旭. . 23145新北市新店區寶橋路235巷6弄6號7樓: 人人. 2019: 150–151. ISBN 978-986-461-177-5.